# 알리 아부 하순

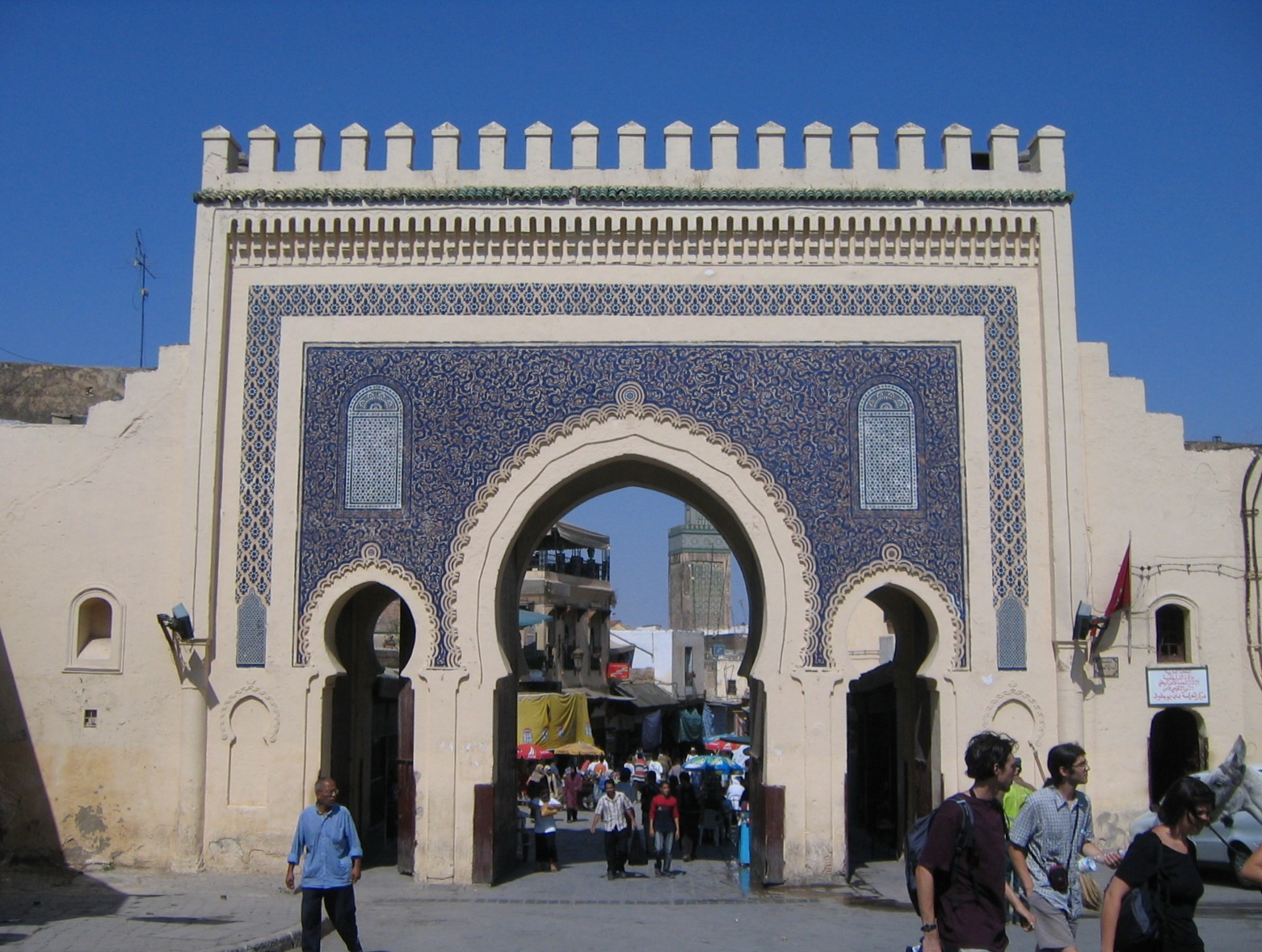
알리 아부 하순은 페스를 통치하며 와타스 왕조 최후의 술탄으로 재위하였다.

아부 알-하산 아부 하순 알리 이븐 무함마드(아랍어: أبو حسون علي بن محمد الشيخ الوطاسي, 1554년 9월 사망)는 16세기 모로코 와타스 왕조의 섭정이었다. 와타스 왕조의 사실상 마지막 술탄이다. 줄여서 알리 아부 하순, 아부 알 하산 아부 하순, 아부 하순이라고도 부른다.

## 생애
1545년 모로코 남부의 적대세력인 사드 왕조에 국왕 아흐마드가 포로로 잡히자 왕좌를 처음 이어받았다. 당시 아흐마드의 어린 아들 나시르 알 카시리의 섭정자로 나선 것인데, 왕위에 오르면서 오스만 제국에 충성을 바치며 지원을 얻어냈다.
2년 후 1547년 고국으로 돌아온 아흐마드는 1549년까지 다시 한번 술탄으로 즉위하였다. 이 시점에서 수도 페스와 틀렘센은 무함마드 알셰이크가 이끄는 사드 세력에 점령된 상태였다. 아흐마드가 죽고 알리 아부 하순의 섭정체제로 돌아왔으나 사드 왕조에 나라가 거의 넘어간 시점에서 오스만 알제로 망명할 것을 제안받기도 했다.
1549년 이웃국가 틀렘센 왕국이 사드 왕조의 영토를 재정복하고 알리 아부 하순 역시 살라 라이스가 이끄는 오스만 제국의 지원군과 함께 1554년 수도 페스를 탈환였다. 이후 예니체리의 지지에 힘입어 페스의 술탄으로 즉위하였다. 알리 아부 하순은 오스만군의 주둔비용을 부담하고, 과거 1522년 스페인으로부터 되찾아온 페뇽데벨레스 기지를 선물하였다.
하지만 페스 점령기는 오래가지 못했다. 1554년 9월 타들라 전투에서 알리 아부 하순은 사드군에 패하여 전사했다. 무함마드 알셰이크는 페스 시를 탈환하고 모로코의 확실한 통치자가 되었으며, 이로써 사드 왕조는 모로코의 유일한 왕조로 등극했다. 무함마드 알셰이크는 오스만 제국을 축출하기 위해 스페인과의 협상에 나섰다.